# Будинок (мультфільм, 1974)
«Будинок» — грузинський радянський мальований мультфільм 1974 року кінорежисерів Михайла Чіаурелі й Отара Андронікашвілі.